# Doniecka Republika Ludowa
Doniecka Republika Ludowa, DRL (ros. Донецкая Народная Республика, ДНР) – państwo nieuznawane utworzone 12 maja 2014 roku przez prorosyjskich separatystów na terytorium Ukrainy. 30 września 2022 roku anektowane przez Rosję.
Władze republiki kontrolowały część obwodu donieckiego Ukrainy zamieszkanego głównie przez ludność rosyjskojęzyczną, która częściowo popierała jej powstanie. DRL uznawana była za państwo marionetkowe zależne od Rosji. Podczas swojego istnienia uznana została jedynie przez 3 państwa członkowskie ONZ: Rosję (21 lutego 2022), Syrię (29 czerwca 2022) i Koreę Północną (13 lipca 2022) oraz 3 inne państwa nieuznawane: Osetię Południową, Abchazję i siostrzaną Ługańską Republikę Ludową (z którą przez rok tworzyła konfederację – Federacyjną Republikę Noworosji).

## Historia

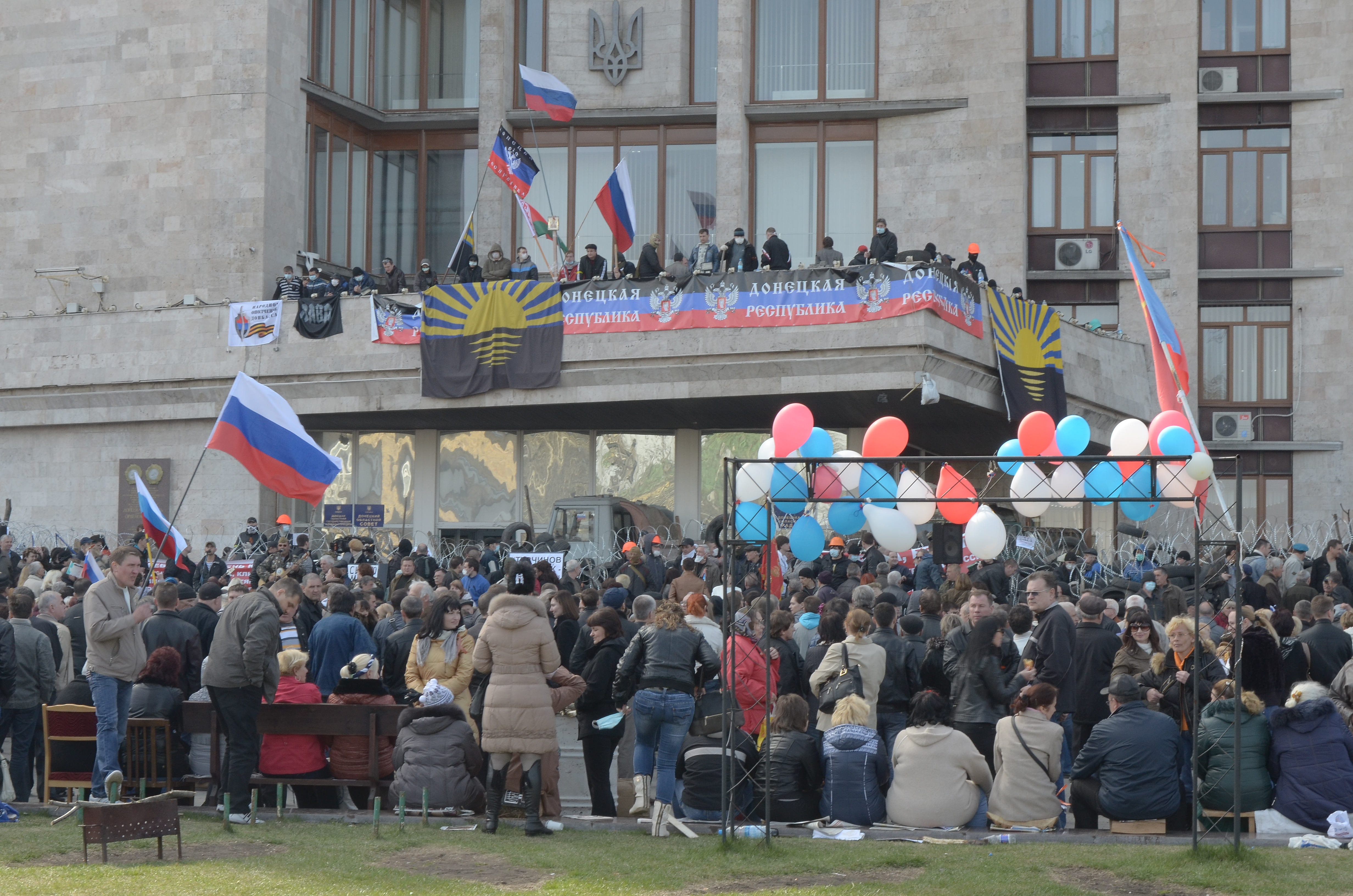
Prorosyjscy aktywiści demonstrujący przy budynku administracji obwodu. Widoczne flagi rosyjskie, DLR-u i obwodu donieckiego, 7 kwietnia 2014

Działalność rozpoczęła się 7 kwietnia 2014, kiedy separatyści zajęli budynek administracji obwodu i rady miasta w Doniecku. Tydzień później aktywiści Donieckiej Republiki Ludowej przejęli kontrolę nad licznymi budynkami administracyjnymi w Mariupolu, Gorłówce, Makiejewce, Słowiańsku, Kramatorsku i innych miastach.
16 maja 2014 na stanowisko premiera samozwańczej republiki został mianowany przez Radę Najwyższą DNR Aleksandr Borodaj, obywatel rosyjski, generał major rosyjskiej Federalnej Służby Bezpieczeństwa.
24 maja 2014 Doniecka Republika Ludowa i Ługańska Republika Ludowa podpisały porozumienie o powstaniu Federacyjnej Republiki Noworosji. W 2015 po podpisaniu protokołu mińskiego i wynikającego z niego zawieszenia broni, funkcjonowanie Federacyjnej Republiki Noworosji zostało zawieszone na czas nieograniczony.
Bojówki Donieckiej i Ługańskiej Republiki Ludowej oskarżane są o liczne zbrodnie wojenne.
Po zestrzeleniu samolotu pasażerskiego Boeing 777 należącego do Malaysia Airlines 17 lipca 2014 władze samozwańczej republiki współdziałały z komisją OBWE oraz komisją holenderską, które ewakuowały szczątki ofiar oraz wraku samolotu; władze separatystyczne przekazały stronie malezyjskiej tzw. czarne skrzynki samolotu. Wkrótce władze tzw. DRL zostały oskarżone przez stronę ukraińską oraz USA, które powoływały się na dane wywiadu Ukrainy i Stanów Zjednoczonych, o zestrzelenie tego samolotu przy pomocy systemu przeciwlotniczego Buk, obsługiwanego przez tzw. „zielonych ludzików” (bojowników w mundurach bez dystynkcji). Śledztwo prowadzone w latach 2014–2017 przez stronę holenderską nie osiągnęło do 2017 fazy sądowej. W październiku 2015 przedstawione zostały jednak wyniki dochodzenia prowadzonego przez holenderski urząd do spraw bezpieczeństwa (OVV). Stwierdza się w nim, że samolot „został zestrzelony przez wyprodukowany w Rosji pocisk Buk, wystrzelony z terenów wschodniej Ukrainy”.

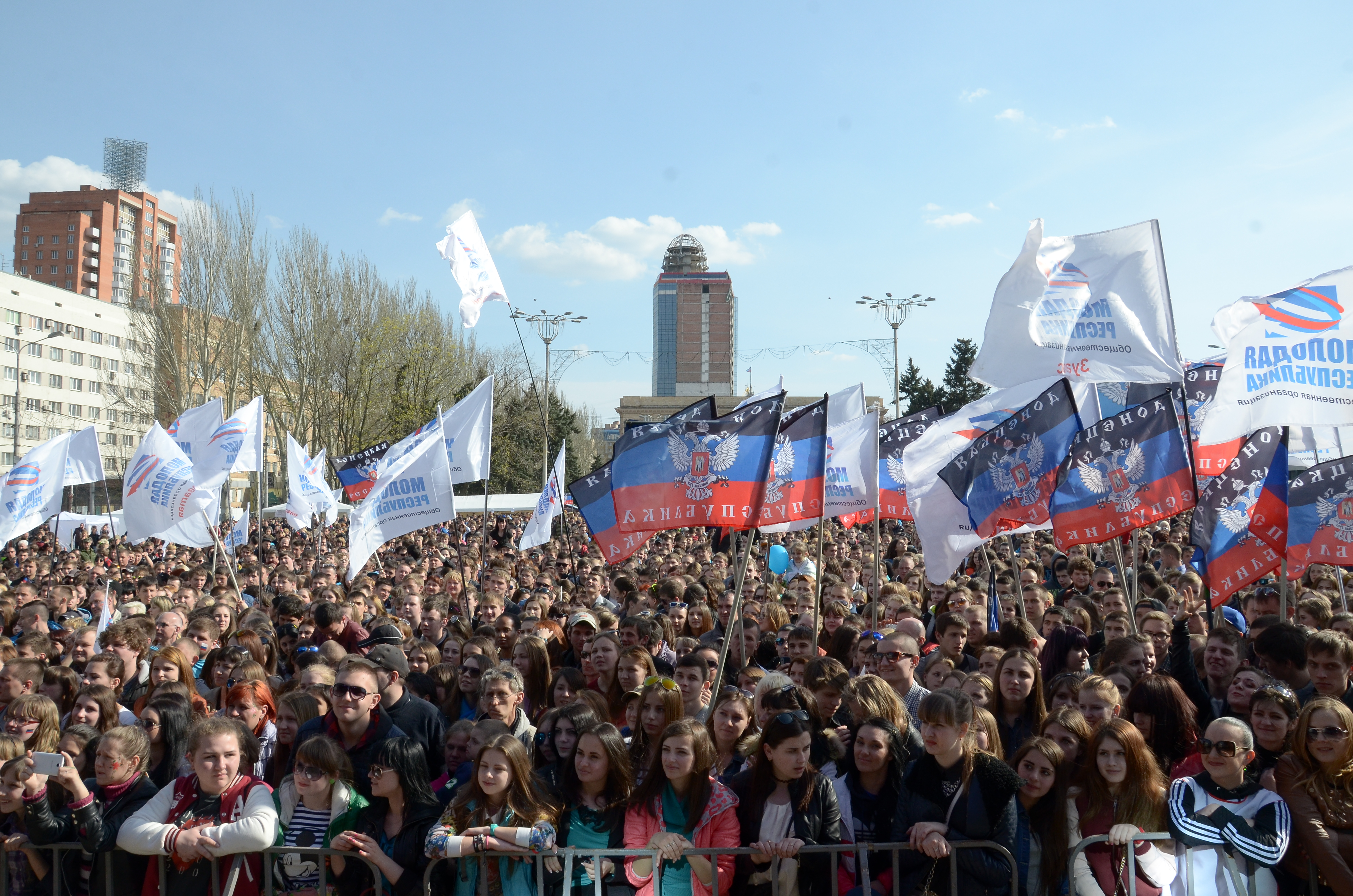
Donieck, 24 kwietnia 2015

Na terytorium opanowanym przez separatystów częste są porwania i egzekucje. W kwietniu 2014 w Słowiańsku bojówki DRL uprowadziły na kilka dni misję OBWE. Członkowie misji byli przez kilka tygodni przetrzymywani na terenie Słowiańska. W Słowiańsku także uprowadzono i zamordowano wielu obywateli Ukrainy. Na terenie odbitego przez Ukraińców Słowiańska znaleziono masowy grób. Udało się zidentyfikować ciała czterech parafian lokalnego kościoła protestanckiego. Według Służby Bezpieczeństwa Ukrainy bojówki Donieckiej Republiki Ludowej w połowie sierpnia 2014 roku przetrzymywały kilkuset uprowadzonych zakładników.
21 lutego 2022 niepodległość republiki została uznana przez Federację Rosyjską. 29 czerwca przez Syrię, a 13 lipca przez Koreę Północną.
30 września 2022 po nieuznawanych przez społeczność międzynarodową referendach, republika została anektowana przez Rosję. Rosyjska Duma Państwowa ratyfikowała aneksję 3 października 2022.

## Sport
Republika posiadała ministerstwo sportu oraz turystyki.